# Jorge Castelli
Jorge Castelli (Buenos Aires, 12 maggio 1946 – 16 luglio 2007) è stato un allenatore di calcio argentino.

## Carriera
Ha cominciato la propria carriera nel 1973, alla guida del San Lorenzo. Dal 1976 al 1979 è stato preparatore atletico del Boca Juniors. Nella stagione 1984-1985 è stato tecnico del Racing Club. Nel 1987 è diventato assistente del Defensa y Justicia. Nel 1989 ha firmato un contratto con l'Atlanta. Nella stagione 1990-1991 ha ricoperto il ruolo di preparatore atletico del Newell's Old Boys. Nel 1992 è stato ingaggiato dal San Lorenzo. Nel 1993 ha firmato un contratto con il Newell's Old Boys. Nella stagione 1997-1998 ha allenato, per la terza volta in carriera, il San Lorenzo. Nel 1998 è diventato allenatore del Newell's Old Boys. Nella stagione 2000-2001 ha guidato il Ferro Carril Oeste. Nel settembre 2001 è stato nominato commissario tecnico della Nazionale haitiana. Ha partecipato, con la Nazionale haitiana, alla CONCACAF Gold Cup 2002.